# Saint-Viance
 Saint-Viance  (en occitano Sent Viança) es una comuna y población de Francia, en la región de Lemosín, departamento de Corrèze, en el distrito de Brive-la-Gaillarde y cantón de Donzenac.
Su población en el censo de 2008 era de 1620 habitantes.
Está integrada en la Communauté d'agglomération de Brive.

## Demografía
| 743 | 785 | 847 | 1061 | 1407 | 1413 | 1620 |
| Para los censos de 1962 a 1999 la población legal corresponde a la población sin duplicidades (Fuente: INSEE [Consultar]) |     |     |      |      |      |      |